# Pierre Guffroy
Pierre Guffroy (ur. 22 kwietnia 1926  w Paryżu, zm. 27 września 2010 w Chalon-sur-Saône) – francuski scenograf filmowy.
Laureat Oscara za najlepszą scenografię do filmu Tess (1979) Romana Polańskiego. Wcześniej był nominowany do tej nagrody za Czy Paryż płonie? (1966) René Clémenta. Trzykrotny zdobywca Cezara za scenografię do filmów: Niech się zacznie zabawa (1975) Bertranda Taverniera, Piraci (1986) Romana Polańskiego i Valmont (1989) Miloša Formana.
Autor scenografii do takich filmów jak m.in. Czarny Orfeusz (1959) Marcela Camusa, Alphaville (1965) Jean-Luka Godarda, Mouchette (1967) Roberta Bressona, Panna młoda w żałobie (1968) François Truffauta, Dyskretny urok burżuazji (1972) Luisa Buñuela czy Nieznośna lekkość bytu (1988) Philipa Kaufmana.